# Náměstí Borise Němcova
Náměstí Borise Němcova (do 27. února 2020 náměstí Pod kaštany) je náměstí v Bubenči v Praze 6, na kterém sídlí velvyslanectví Ruska.

## Název
Cesta od městské Písecké brány do Královské obory a k Místodržitelskému letohrádku byla původně osázena alejí lip, které během 18. a 19. století postupně nahradily kaštany. Cesta byla v roce 1901 pojmenovaná „Královská“, v roce 1925 byla přejmenovaná na ulici Pod kaštany a současně bylo pojmenováno i prostranství na jejím konci jako náměstí Pod kaštany.

### Náměstí Borise Němcova

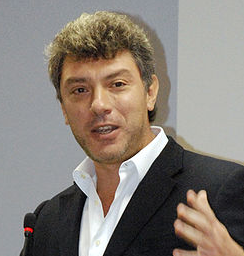
Boris Němcov

Od roku 2016 existovala petice, která požadovala změnu názvu náměstí na náměstí Borise Němcova, podle ruského liberálního opozičního politika, zastřeleného v roce 2015 v centru Moskvy.
Autoři v petici mj. uvedli:
| „ | Je na místě, aby naše republika a její hlavní město vyjádřily Borisi Němcovi úctu a čest jeho památce. A že je na místě trvale připomínat současnému Putinovu režimu, že podporu svobody, demokracie a lidských práv ve světě – a tedy i v Rusku – myslíme stále vážně. | “ |

Petice získala do roku 2020 přibližně 4500 podpisů.

### Realizace
Na základě předložené petice byl v roce 2020 Radou hl. m. Prahy schválen návrh jeho přejmenování na náměstí Borise Němcova, podle zastřeleného ruského opozičního politika. Později ho odsouhlasilo i Zastupitelstvo hl. m. Prahy.
Náměstí bylo přejmenováno 27. února, v den pátého výročí zastřelení Němcova. Přejmenování se účastnila také dcera Borise Němcova, Žanna. Prezident Zeman chápal tento akt jako "zbytečnou provokaci", za projev rusofobie označil rozhodnutí Prahy někdejší velvyslanec v Rusku i na Ukrajině Jaroslav Bašta a změna vyvolala rozruch také mezi proputinovskými skupinami na sociálních sítích.
Pražský magistrát rovněž pojmenoval promenádu Anny Politkovské, cestu v Královské oboře na druhé straně areálu ruského velvyslanectví, podle zavražděné novinářky Anny Politkovské.

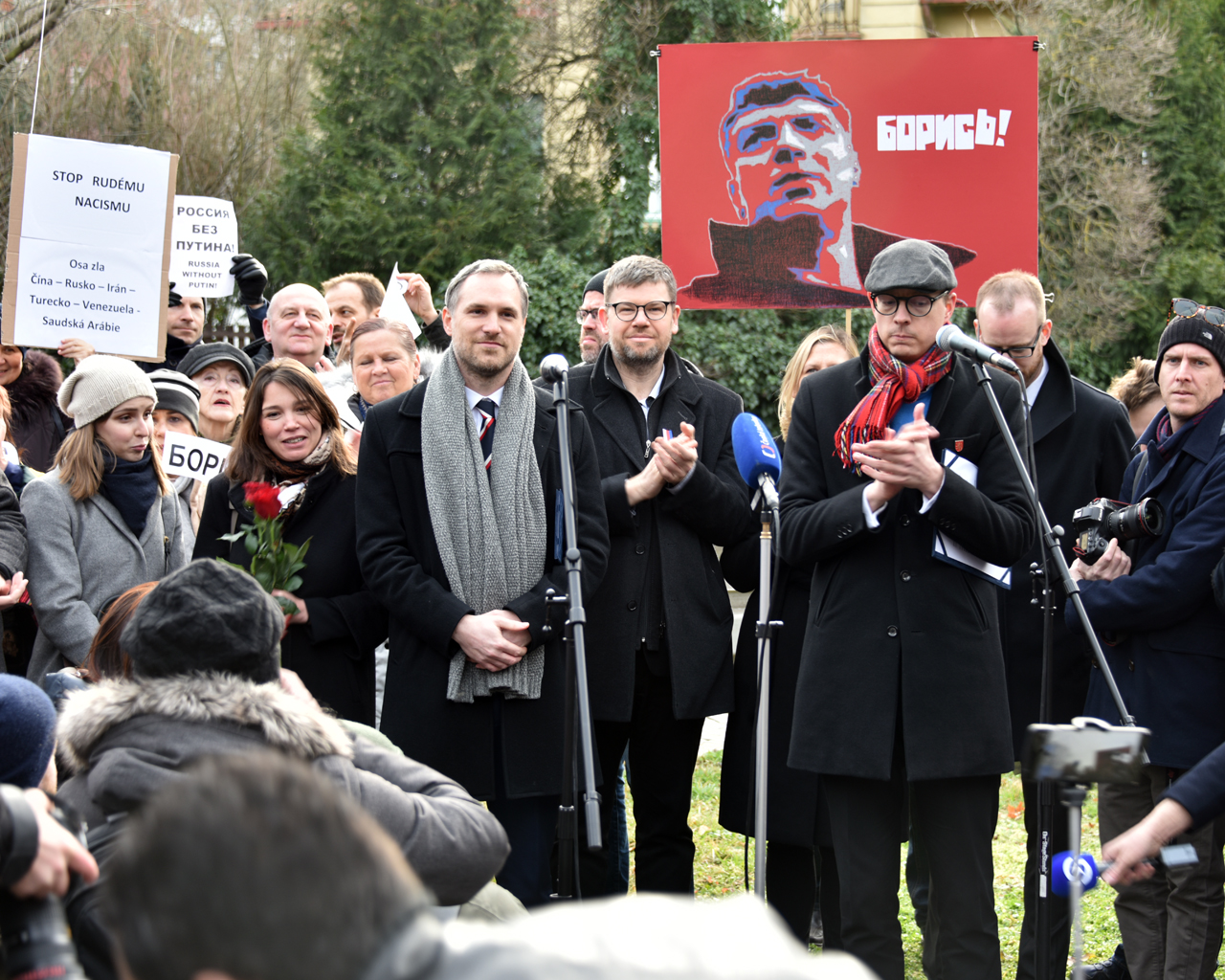
Náměstí Borise Němcova, 27.2.2020
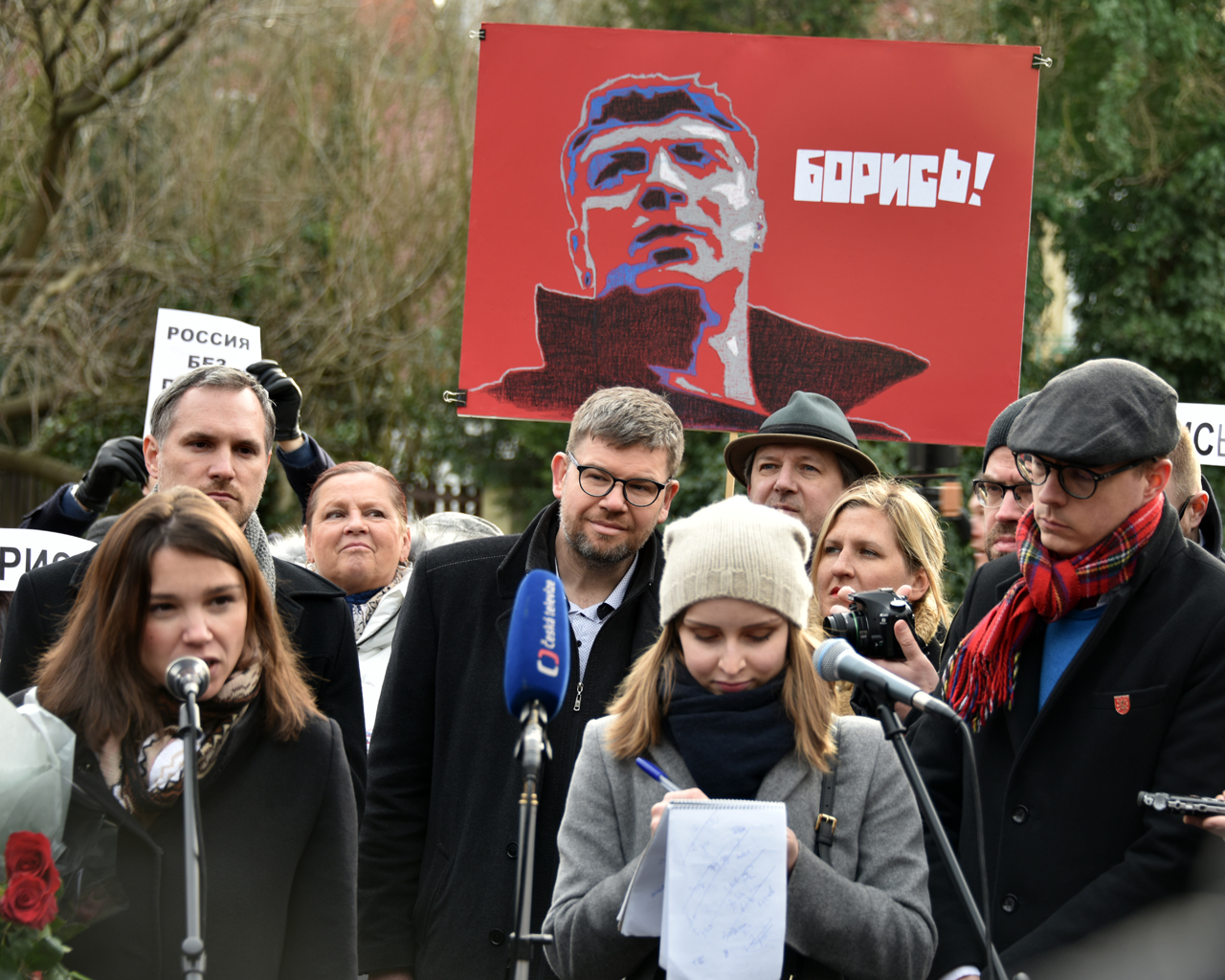
Náměstí Borise Němcova, 27.2.2020
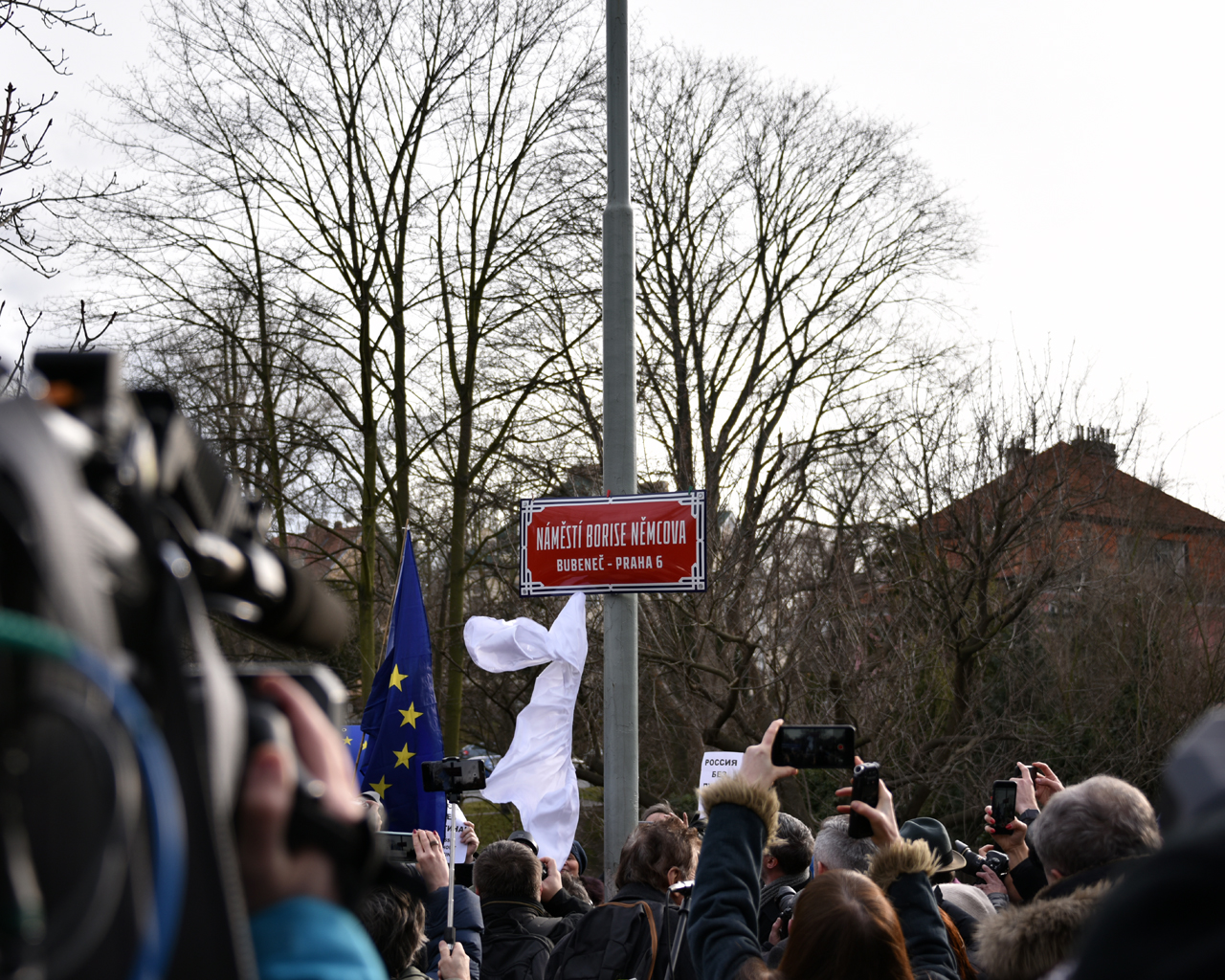
Náměstí Borise Němcova, 27.2.2020
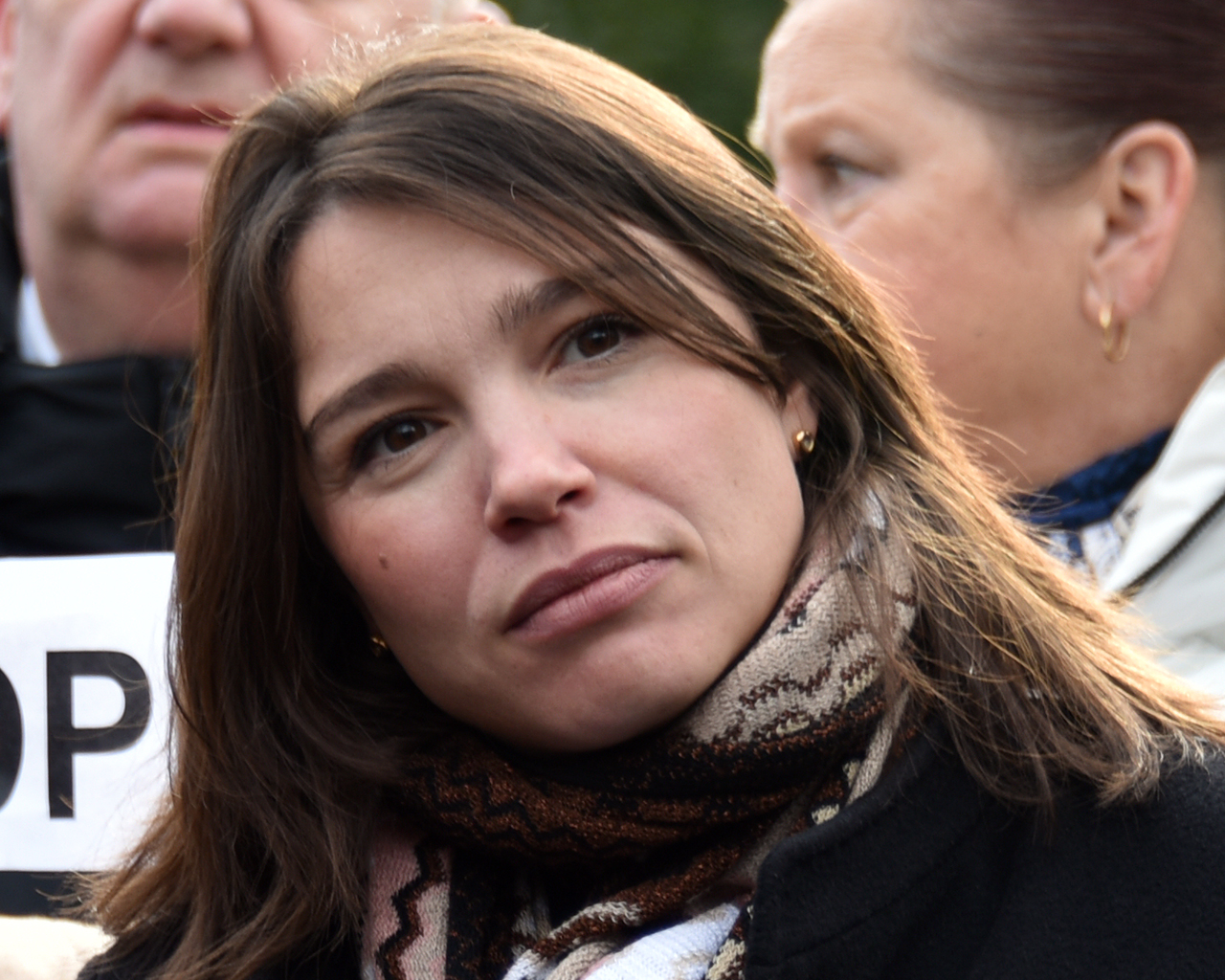
Žanna Borisovna Němcovová, dcera Borise Němcova
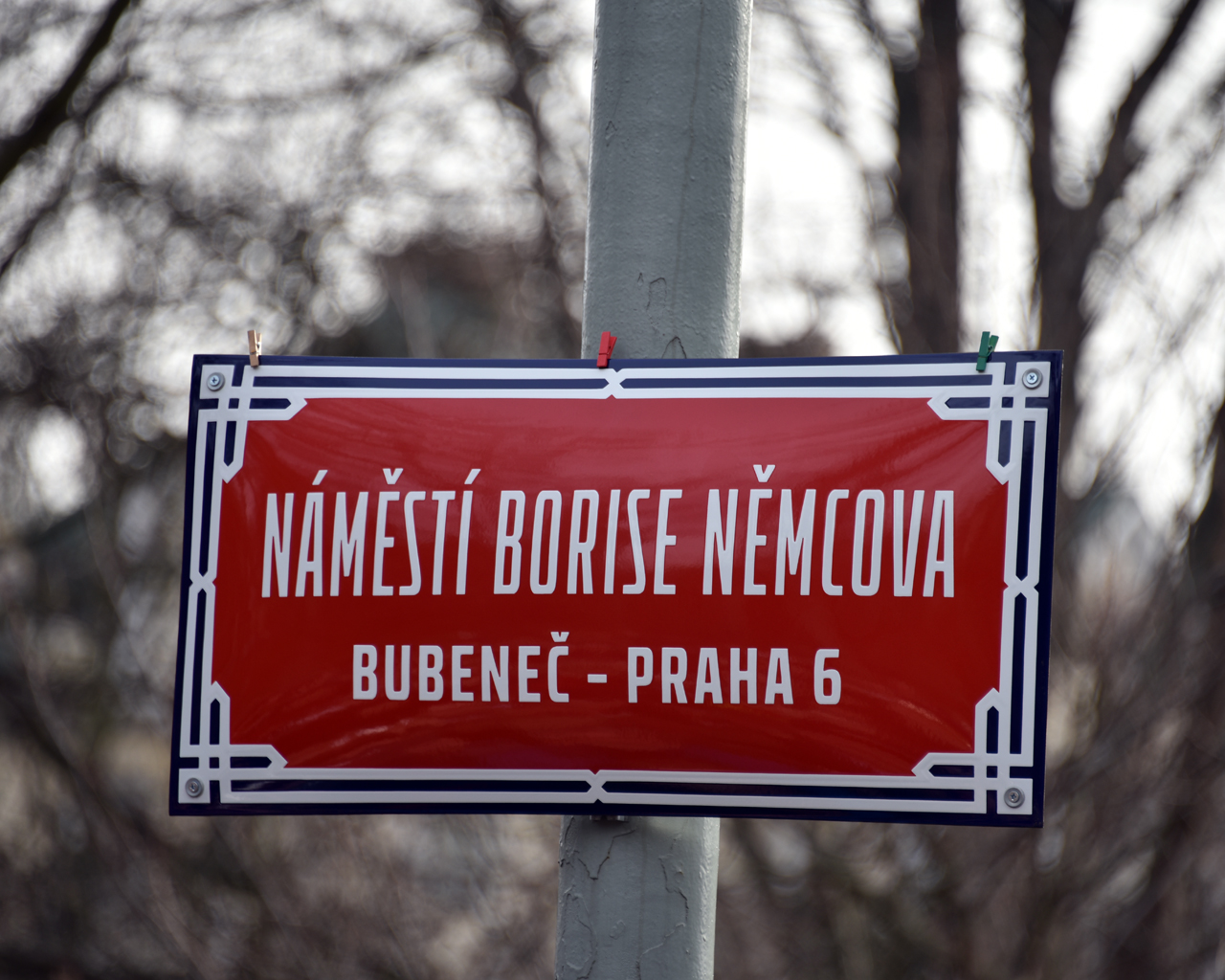
Náměstí Borise Němcova
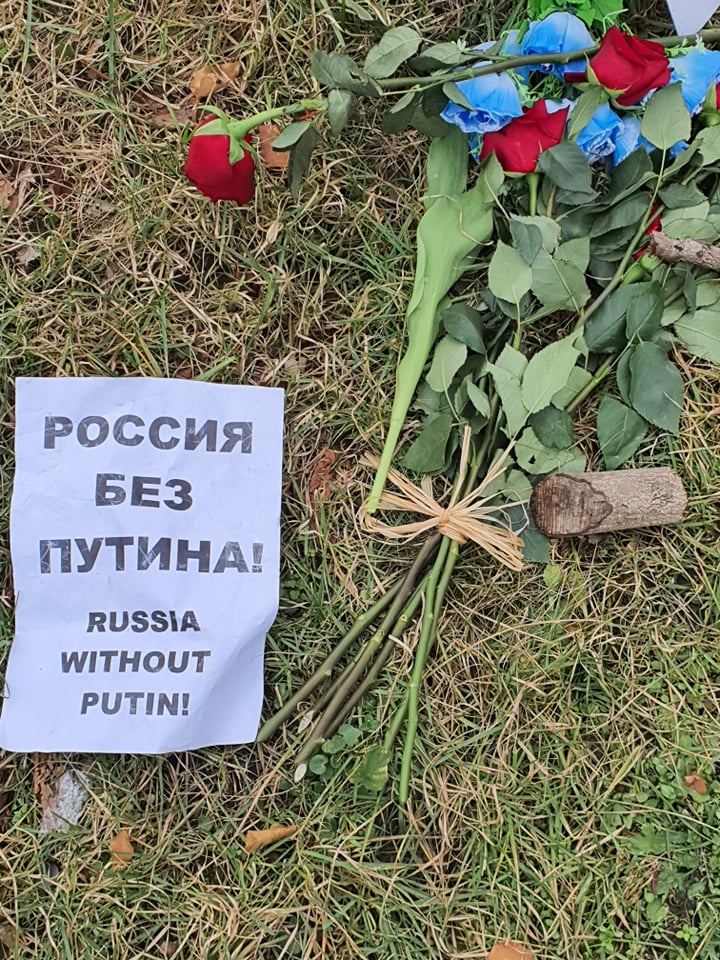
Nápis „Rusko bez Putina“ na přejmenování náměstí

#### Reakce Ruska
Mluvčí ruského prezidenta Dmitrij Peskov dle ruské zpravodajské agentury TASS uvedl, že Praha by vedle uctění památky Borise Němcova měla pamatovat také na sovětské vojáky, kteří padli při osvobozování Česka od fašistů. K přejmenování se vyjádřila i mluvčí ruské diplomacie Marija Zacharovová, ta uvedla, že „vyjádření pražských úřadů je nějaký nonsens, větší absurdita se ani nedala čekat.“
Ruské velvyslanectví několik měsíců po přejmenování náměstí v roce 2020 změnilo svou doručovací adresu na Korunovační 34. Tato adresa leží 400 metrů opodál a nachází se zde u druhé budovy ambasády, kde sídlí její konzulární úsek. Tento úsek Korunovační byl v reakci na ruskou invazi na Ukrajinu přejmenován na Ukrajinských hrdinů.
V dubnu 2020 dostal primátor Prahy Zdeněk Hřib policejní ochranu kvůli možnému pokusu o otravu.

### Mezinárodní ohlas
O připravovaném aktu psal s předstihem už 7. února nezávislý web Free Russia, 9. února na svém webu stanice Voice of America, 10. února stránky Expats.cz
Přejmenování náměstí po zavražděném ruském politikovi vyvolalo široký mezinárodní ohlas a noviny The Guardian psaly velkém symbolickém významu tohoto aktu. O pražském Náměstí Borise Němcova informovala také agentura Reuters, televizní stanice CNN a BBC, Radio Free Europe / Radio Liberty i nezávislý deník The Moscow Times. Obrazovou reportáž  a projev pražského primátora i Žanny Němcovové přinesla Current Time

## Pietní místo na památku Alexeje Navalného

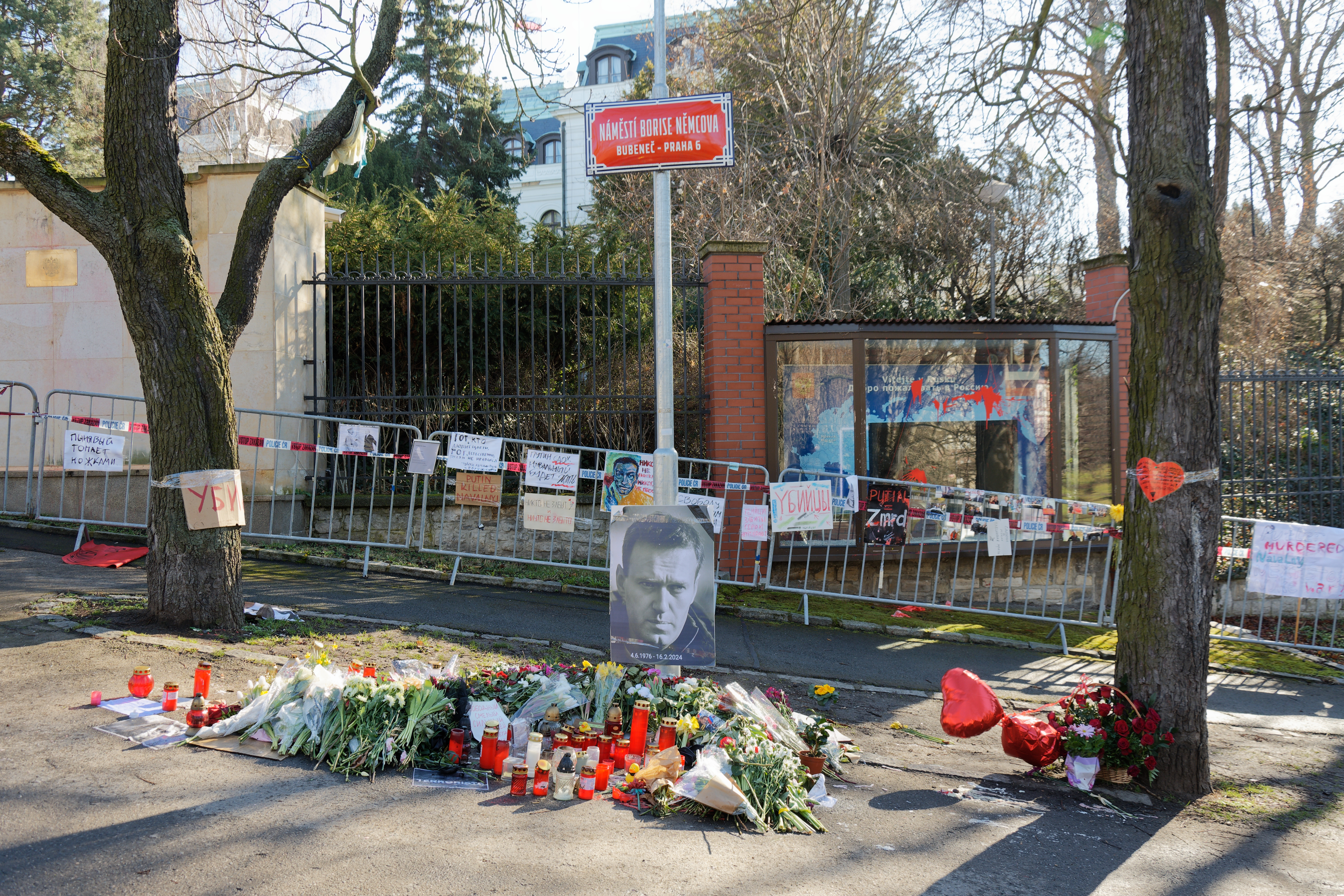

Po smrti předního opozičního politika Alexeje Navalného v únoru 2024 zde vzniklo pietní místo k uctění jeho památky. Sešly se zde stovky lidí, kteří přinesli květiny, svíčky a transparenty s nápisy jako „Putin zabil Navalného“, „Byla to vražda“ nebo „My nezapomeneme a my neodpustíme“.

## Stejnojmenná náměstí
Ve Washingtonu v USA se část ulice před ruskou ambasádou po Němcovovi jmenuje od roku 2018. Náměstí Borise Němcova se nachází také v litevském Vilniusu či u ruské ambasády v Kyjevě.

## Budovy a instituce
- Vila Friedricha Petschka, náměstí Pod kaštany 19/1, navržená architektem Maxem Spielmannem a vystavěná stavitelem Matějem Blechou v letech 1927–1930 pro Bedřicha (Friedricha) Petschka, který ji však záhy prodal bankéři Jiřímu (Georgu) Popperovi. Od roku 1945 ve vile sídlilo Velvyslanectví Sovětského svazu, poté Velvyslanectví Ruské federace v Praze.[27]